# غاريث وايت
غاريث وايت (28 يناير 1979 في المملكة المتحدة - ) (بالإنجليزية: Gareth White)‏ هو لاعب كريكت بريطاني. لعب مع Cumbria County Cricket Club ‏.

## وصلات خارجية
- غاريث وايت على موقع إي آس بي آن كريك إنفو (الإنجليزية)